# Fiche F

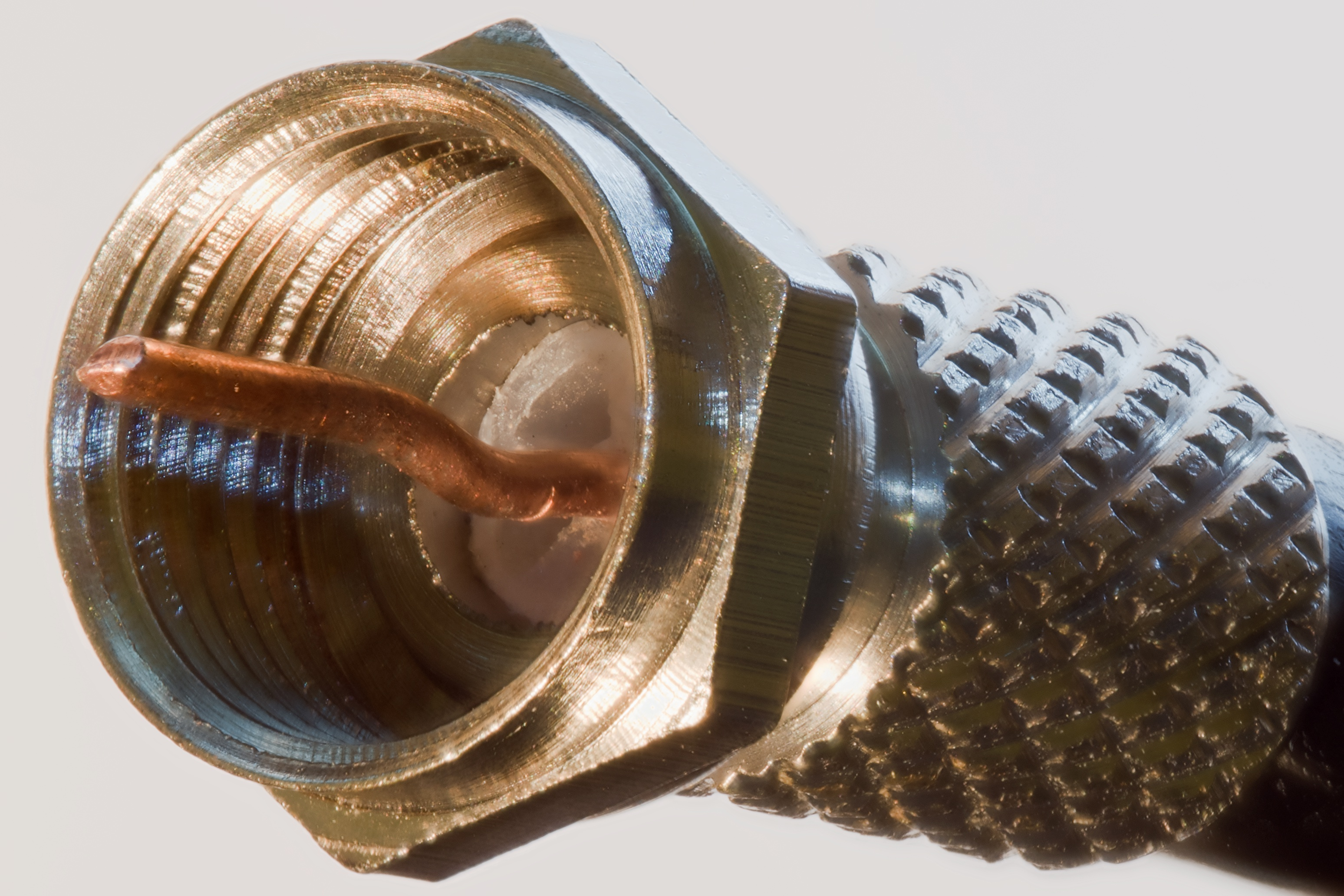
Exemple de fiche F. On voit nettement que la broche centrale est constituée par l’âme du câble.

La fiche F, ou connecteur de type F (en anglais : F connector ), est un connecteur coaxial pour fréquences radioélectriques avec verrouillage à vis, pour usage dans les systèmes de distribution par câble à 75 ohms. 
Au sens strict, le terme « fiche F » se rapporte au connecteur mâle. Cette connectique remplace dans certains pays, la prise d'antenne coaxiale.

## Description
Le connecteur femelle se présente sous la forme d’un cylindre métallique fileté sur lequel vient se visser le connecteur mâle; à l’intérieur de ce cylindre se trouve un manchon isolant percé d’un orifice central; derrière cet orifice se trouvent deux petites lames métalliques faisant ressort, destinées à assurer le contact avec la broche centrale du connecteur mâle.

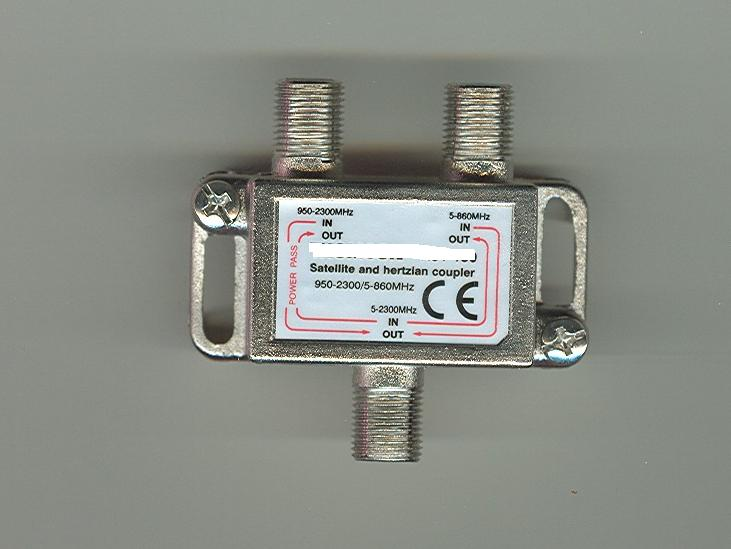
Exemple de connecteurs femelles de type F, équipant ici un diplexeur.

Le connecteur mâle utilise le conducteur central du câble coaxial comme broche, et est serti (ou parfois simplement "vissé") sur la tresse extérieure du câble coaxial. Une bague à filetage intérieur permet de l'accoupler par vissage au connecteur femelle. Il est évidemment très important d’utiliser un câble coaxial dont les dimensions (diamètre extérieur, diamètre de l'âme) sont adaptées au connecteur.
La simplicité de ce connecteur permet une production de masse à faible coût, et une mise en œuvre facile, même par des particuliers.
Malgré cette simplicité, la fiche F fournit une adaptation d’impédance et une bande passante correctes, dans les fréquences radioélectriques concernées.
Toutefois, un désavantage de cette conception est que la qualité du contact et la résistance à la corrosion dépendent des propriétés du conducteur central.
Pour usage extérieur, il existe des accessoires (capuchons plastiques) permettant d’étanchéifier la connexion.

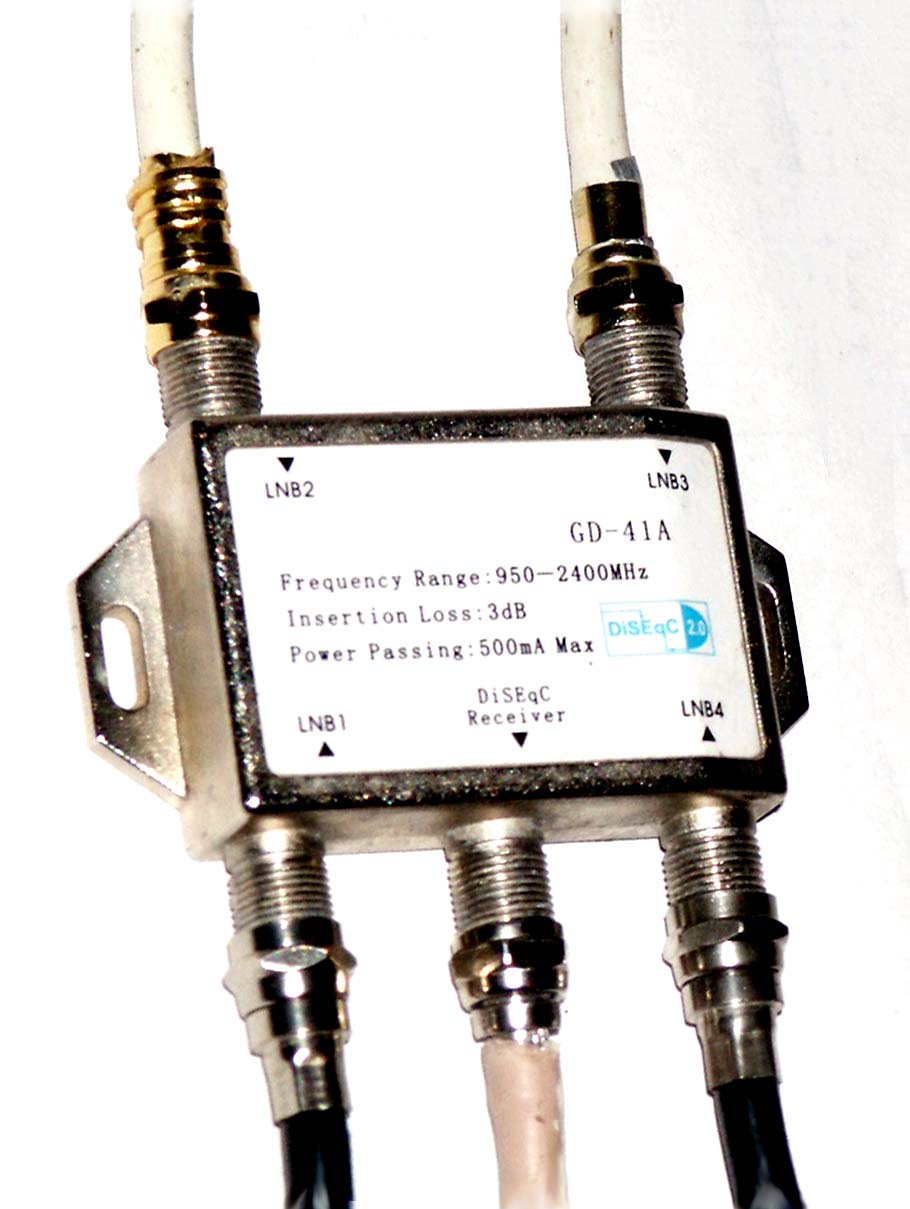
Exemple de raccordement par fiches F à un commutateur DiSEqC.

## Historique
Le connecteur F est développé industriellement aux États-Unis, au début des années 1950. Son invention est attribuée à un employé de la firme Jerrold Electronics. En Europe, le connecteur coaxial de type prise d'antenne TV à la norme IEC 61169-2 est inventé par la société Belling & Lee Ltd au Royaume-Uni, à partir de l'année 1922, est l'un de ses prédécesseurs.

## Usage

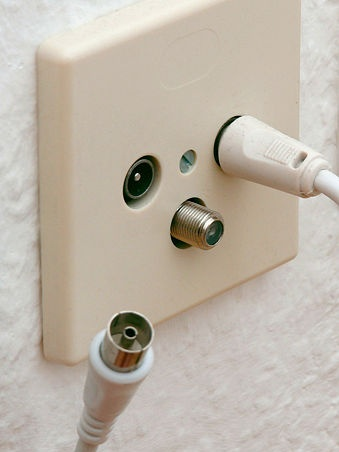
Belling-Lee-Conector par kable-TV allemande

La fiche F est communément utilisée dans le domaine de la télévision numérique terrestre, de la télévision par câble, et de la télévision par satellite.
Par exemple, les antennes et décodeurs UHF pour la télévision numérique terrestre, les têtes universelles de réception et les décodeurs satellite, les diplexeurs et autres coupleurs d’antennes, préamplificateurs d'antenne, sont équipés de connecteurs femelles de type F.

## Normalisation
La norme internationale IEC 60169-24 (dont la norme NF EN 60169-24 est l’équivalent français) décrit les dimensions de l’interface et les détails de la surface d’accouplement du connecteur de type F.
La norme américaine ANSI/SCTE 02 2006 fournit les spécifications du connecteur femelle de type F pour usage à l’intérieur.
La norme américaine ANSI/SCTE 01 2006 fournit les spécifications du connecteur femelle de type F pour usage à l’extérieur.
La norme américaine ANSI/SCTE 123 2011 fournit les spécifications du connecteur mâle de type F.
Le filetage respecte la norme américaine 3/8-32 UNEF-2 : il s’agit d’un filet extra fin, de tolérance convenant à un usage général, le diamètre nominal est de 3/8 de pouce, soit 9,525 mm, et le pas de vis est de 1/32 de pouce, soit 0,79375 mm.  

## Adaptateurs
Sont commercialisés aussi :

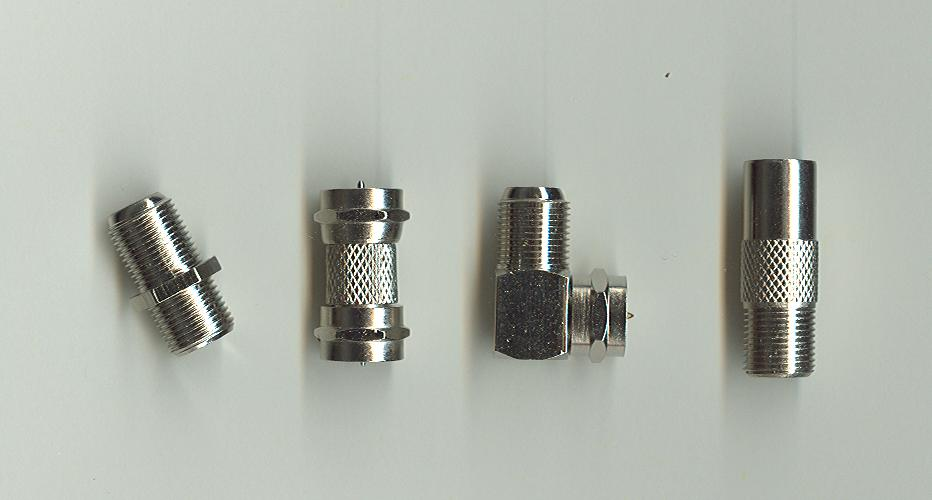
Adaptateurs de type F.
De gauche à droite: femelle-femelle, mâle-mâle, mâle-femelle coudé, connecteur femelle de type F-fiche TV classique

- des adaptateurs femelle-femelle, utilisés par exemple pour relier deux câbles, ou pour équiper des prises murales,
- des adaptateurs mâle-mâle, utilisés par exemple pour connecter au plus court un diplexeur et un pré-amplificateur,
- des adaptateurs mâle-femelle coudés, permettant un raccordement à angle droit,
- des adaptateurs vers une autre norme, par exemple vers un connecteur TV classique (IEC 61169-2),
- des terminateurs mâles 75 ohms, que l'on peut, le cas échéant, connecter sur des portes inutilisées.